# Железнодорожная станция Мешхеда
Железнодорожная станция Мешхеда (перс. ایستگاه راه‌آهن مشهد‎) — станция и главный железнодорожный вокзал иранского города Мешхед, Хорасан-Резави. Станция принадлежит Иранским железным дорогам и была спроектирована Гейдаром Гиаи.

## Проектирование и открытие
Железнодорожная станция Мешхеда была открыта 2 мая 1957 года шахиншахом Мохаммедом Резой Пехлеви и правящей королевой Сорайей Исфандияри-Бахтиари с прибытием королевского поезда. Поскольку Хорасан — это земля бывшего Парфянского царства, а Мешхед находится недалеко от древнего города Ниса, станция была спроектирована под вдохновением от парфянской архитектуры (Хатра).
Станция имеет продолговатую форму с двумя рядами овальных бетонных колонн, на которых установлена волнообразная крыша. Внутри станции есть две широкие боковые колонны, подвесной потолок, зал с высокой аркой.
Железнодорожный вокзал стал самым выдающимся зданием, принадлежащим к современным архитектурным тенденциям в Мешхеде.
Символ короны перед станцией отсылает к шляпе Афшаридов и короне Надир-шаха. Символ разработал Ягуб Данеш Дуст.

## Парк
Железнодорожная площадь и бульвар — один из самых зелёных и красивых парков и зон отдыха в Мешхеде.